# Photodermatose
Die Photodermatose oder Lichtdermatose, manchmal auch Photodermatitis, ist eine Dermatose. Als Photodermatosen werden eine Gruppe von Hautveränderungen und Hautkrankheiten unterschiedlicher Ursache bezeichnet, die durch ultraviolette oder sichtbare Sonnenstrahlung ausgelöst, unterhalten und/oder verschlimmert werden. Diese Hautveränderungen können, je nach Ursache, innerhalb von Minuten, innerhalb von Stunden bis Tagen und manchmal auch erst Wochen nach der Lichtexposition auftreten.
Durch Glas und dünne Kleidung wird UV-B-Strahlung weitgehend abgehalten, nicht aber UV-A-Strahlung. Eine Photodermatose kann daher auch bei Sonnenexposition hinter Glasscheiben auftreten.
Die Symptomatik einer Photodermatose ist, je nach Krankheit, unterschiedlich.
Präventiv wirksam sind Sonnenvermeidung und Sonnenschutz. Die Meidung von Solarien, das Tragen dicht gewebter Kleidung, Sonnenschutzmittel gegen UV-B- und UV-A-Strahlung mit hohem Lichtschutzfaktor (mind. LF 30), sowie UV-undurchlässige Folien an den Fenstern sind dabei hilfreich.
Die Therapie ist unterschiedlich und richtet sich nach der einzelnen Erkrankung.

## Formen der Photodermatose
Die hier benutzte Systematik der Photodermatosen ist eine Zusammenfassung der Systematiken des „Pschyrembel“, des „Höger“ und der ICD-10 Klassifikation.

### Primäre Photodermatosen

#### Akute Photodermatose
Eine akute Photodermatose, auch Dermatitis solaris oder Sonnenbrand, ist eine Reaktion der an sich gesunden Haut auf Überdosierung von Licht. Der Sonnenbrand kann abhängig von der Dosis der UV-Strahlung bei jedem Hauttyp auftreten.
Das Auftreten eines Sonnenbrandes wird durch eine bestehende Photosensibilität begünstigt.

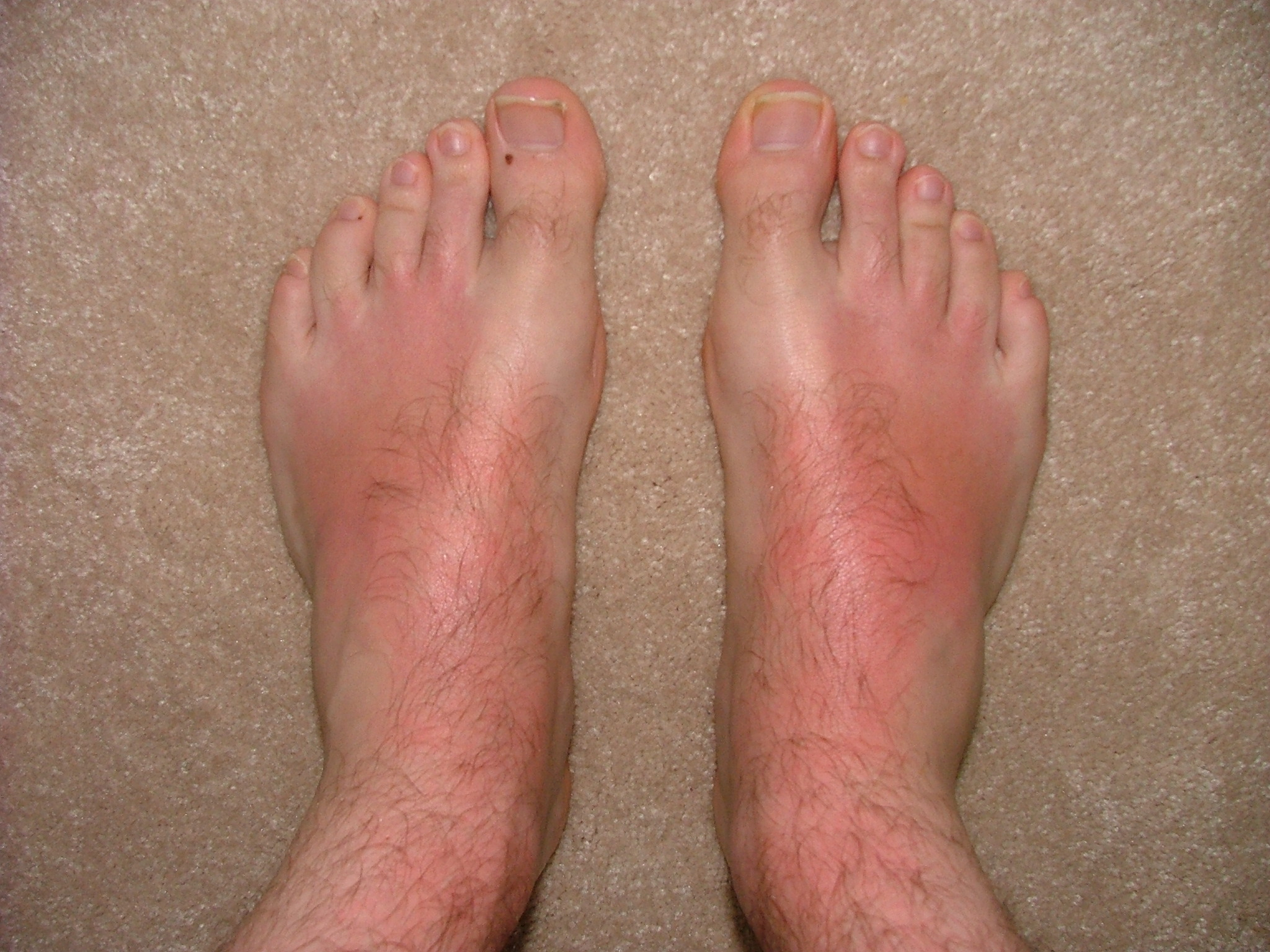
Akute Photodermatose

#### Chronische Photodermatose
Die chronische Photodermatose wird durch jahrelange übermäßige Sonnenexposition verursacht. Sie ist gekennzeichnet durch eine Vergröberung des Hautreliefs, Zysten, Komedonen, Keratosen.

#### Idiopathische Photodermatose
Idiopathische Photodermatosen sind Photodermatosen, deren Ursache und Entstehung nicht bekannt sind.

##### Polymorphe Photodermatose
Ursache und Entstehung der polymorphen Photodermatose, auch polymorphen Lichtdermatose, der fälschlicherweise so genannten Sonnen- oder Lichtallergie, sind unbekannt. Sie wird überwiegend durch UV-A-Strahlung ausgelöst.

#### Photodermatosen durch phototoxische oder photoallergische Reaktion
Bestimmte Substanzen können eine pathologische Lichtempfindlichkeit der Haut hervorrufen. Bei Lichtbestrahlung kann sich auf der durch diese Substanzen photosensibilisierten Haut durch das Zusammentreffen der photosensibilisierenden Substanzen und Licht eine Dermatose entwickeln. Ursache dieser Hautveränderungen sind phototoxische oder photoallergische Reaktionen. Diese Dermatosen werden deshalb je nach Ursache als phototoxische Dermatose oder photoallergische Dermatose bezeichnet. Da zahlreiche Substanzen sowohl phototoxische als auch photoallergene Eigenschaften aufweisen, sind Überlappungen der Reaktionen möglich. Die Unterscheidung zwischen einer phototoxischen Dermatose oder einer photoallergischen Dermatose ist deshalb nicht immer möglich.

### Sekundäre Photodermatosen

#### Photodermatosen durch Stoffwechselerkrankungen
Hierzu gehören die Porphyrie und die Hartnup-Krankheit. Durch gestörte Stoffwechselvorgänge gelangen falsche Abbau-Produkte in die Haut und verursachen hier eine erhöhte Lichtempfindlichkeit. Auch ein Nicotinsäure-Mangel in der Ernährung kann an lichtausgesetzten Hautarealen zu einer juckenden, brennenden Hautrötung, gelegentlich mit Blasenbildung führen.

#### Photodermatosen durch DNA-Reparaturdefekt
Verschiedene Erbkrankheiten können dazu führen, dass Schädigungen der DNA, die auch bei gesunder Haut durch UV-Strahlung verursacht werden, nicht ordnungsgemäß repariert werden können. Dadurch ist die Strahlenempfindlichkeit der Haut erheblich erhöht, schon minimale Sonneneinwirkung führt zu Sonnenbrand und schon im Kindesalter treten Hauttumoren auf, die sonst erst von der sechsten Lebensdekade an üblich sind. Die Erkrankungen sind sehr selten. Das bekannteste Beispiel ist Xeroderma pigmentosum.

#### Photodermatosen als Symptom
Zu dieser Gruppe gehören Krankheiten, die als Symptom eine durch Licht provozierte oder verstärkte Dermatose haben können, z. B. der Lupus erythematodes.

### Sonstige Photodermatosen
Hierbei handelt es sich um die sonstigen Erkrankungen mit Dermatosen, die durch Lichtexposition verursacht oder verstärkt werden können.